# Leucopsarion
Leucopsarion is een monotypisch geslacht van straalvinnige vissen uit de familie van grondels (Gobiidae).

## Soort
- Leucopsarion petersii Hilgendorf, 1880